# قوشچی‌باشی
قوشچی‌باشی روستایی است از توابع دهستان بیونیج بخش مرکزی شهرستان دالاهو.«نتایج سرشماری ایران در سال ۱۳۹۵». درگاه ملی آمار. بایگانی‌شده از اصلی (اکسل) در ۲۰ شهریور ۱۴۰۲.

## ویژگی‌ها
سکنه ٔ آن ۱۶۰ تن. آب آن از چشمه. محصول آن غلات، حبوب، لبنیات، توتون و شغل اهالی زراعت و گله داری است. راه مالرو دارد.